# 롤레스 레온
롤레스 레온(Loles León, 1950년 8월 1일 ~ )은 스페인의 배우이다.

## 출연 작품
- 더 퀸 오브 스페인 (2016)
- 완소녀 쟁취기 2 (2011)
- 완소녀 쟁취기 (2009)
- 엘 시드 - 전설의 영웅 (2003)
- 그녀에게 (2002)
- 대합과 홍합 (2000)
- 룰레타 (1999)
- 꿈 속의 여인 (1998)
- 프론트 라인 (1996)
- 패션 투르카 (1994)
- 철가방을 든 수녀 (1991)
- 내 사랑 돈 쥬앙 (1990)
- 욕망의 낮과 밤 (1990)
- 신경쇠약 직전의 여자 (1988)